# Stargate Universe
A Stargate Universe amerikai–kanadai sci-fi televíziós sorozat, a Csillagkapu testvérsorozata (spin-off). A premier az amerikai SyFy csatornán volt 2009. október 2-án. Két évad után a megrendelő SyFy bejelentette, hogy nem lesz harmadik évad. Noha az írók lehetőséget kaptak a sorozat végleges lezárására, ezt mégsem tették, hanem egy talányos cliffhangerrel zárták a második évadot, bízva a későbbi újraindulásban. Az utolsó epizódnak 2011. május 9-én volt a premierje, Magyarországon az AXN adja. A sorozat készítője Brad Wright, Robert C. Cooper és Carl Binder.

## Cselekménye
|  | Alább a cselekmény részletei következnek! |

A Stargate Universe történet középpontjában egy Ősök által épített hajó, a Végzet (Destiny) áll. Az Ősök több legénység nélküli hajót küldtek, melyeket adat- és forrásgyűjtésre illetve csillagkapuk készítésére programoztak, hogy lakható bolygókon helyezzék el azokat. Minden lényeges információt visszaküldtek az indítóknak, hogy segítségével tervezhessék meg a Végzet további útvonalát. Céljuk részben az volt, hogy felderítsék az Univerzum távoli részeit, elsődleges céljuk pedig a II. évad 27-28. részekben derül ki. A hajó megformálása nagyban hasonlít Arthur C. Clarke „Ráma” űrhajórára, amely szintén fejlett technológia eredménye volt és évezredek óta járta az univerzumot. Energiát a napból merített akár csak a Végzet.
A hajót legénység nélkül küldték ki több ezer évvel ezelőtt és úgy tervezték, hogy a csillagkapu 9. ékzára segítségével jutnak a hajó fedélzetére, amikor már elég messze jár az univerzumban, de civilizációjuk végül olyan fejlődési fokot ért el, hogy nem volt szüksége a hajókra, így végül nem használták őket.
A sorozat cselekménye a Földtől nagyon messze lévő Icarus emberi kutatóbázison kezdődik. Főleg a csillagkapuk eddig fel nem tört tárcsázási lehetőségeit kutatják, amelyhez csak itt találtak energiaforrást, hátha másik Galaxisba is eljuthatnak. Azonban egy idegen űrhajóhad (a Lucian Szövetség) lerohanja és percek alatt elpusztítja az Icarust. A bázis katonákból és tudósokból álló legénysége a helyi csillagkapun át - vélhetően Dr. Rush szándéka szerint - a frissen megfejtett új és ismeretlen címre menekülnek. Hamarosan rájönnek, hogy a Végzet nevű, Ősök által készített, de üres űrhajón vannak, a Földtől kimondhatatlan - több száz galaxisnyi - távolságra. A hajó vezérlését és működését nem ismerik, több fontos rendszer sérült vagy nem működik és nincs elég energia a Földet tárcsázni. A sorozat a továbbiakban a hajó új legénységének kalandjait meséli el, kísérletüket a túlélésre és a hazajutásra.

## Főszereplők
| Szereplő                | Színész            | Magyar hang       | Leírás |
| ----------------------- | ------------------ | ----------------- | --- |
| Dr. Nicholas Rush       | Robert Carlyle     | Végh Péter        | Az Icarus projekt, később a Végzet legénységének tudományos vezetője. |
| Everett Young ezredes   | Louis Ferreira     | Haás Vander Péter | a csapat katonai vezetője. |
| Tamara Johansen hadnagy | Alaina Huffman     | Bertalan Ágnes    | szanitéc, akinek nincs teljes értékű orvosi képzettsége, de még mindig a leghozzáértőbb e tekintetben a hajón.                                                               |
| Eli Wallace             | David Blue         | Baráth István     | matematikai és számítógépes géniusz, aki megfejtette a Rush által egy számítógépes játékba épített feladványt, amely elvezethet a kilencedik ékzár rejtélyének megoldásához. |
| Matthew Scott hadnagy   | Brian J. Smith     | Horváth Illés     | zöldfülű, de jól képzett katona |
| Chloe Armstrong         | Elyse Levesque     | Lamboni Anna      | egy kaliforniai szenátor lánya és segédje, politikai karrierről álmodik. |
| Ronald Greer őrmester   | Jamil Walker Smith | Varga Gábor       | titokzatos múltú tengerészgyalogos, aki a harctéren kívül nehezen képes kontrollálni magát.                                                                                  |

## Visszatérő szereplők
| Szereplő                | Színész               | Magyar hang      | Leírás |
| ----------------------- | --------------------- | ---------------- | --- |
| Camille Wray            | Ming-Na Wen           |                  | A hajón a civilek érdekeinek képviselőjévé válik, igyekszik egyszerre korlátozni Young ezredes hatalmát, és segíteni is neki. |
| David Telford ezredes   | Lou Diamond Phillips  |                  | katonai ezredes, aki a Föld parancsait közvetíti a legénységnek                                                               |
| Dr. Adam Brody          | Peter Kelamis         | Galbenisz Tomasz | tudós |
| Dr. Dale Volker         | Patrick Gilmore       |                  | tudós |
| Vanessa James hadnagy   | Julia Benson          | Agócs Judit      | |
| Dr. Lisa Park           | Jennifer Spence       |                  | |
| Jack O'Neill tábornok   | Richard Dean Anderson | Kautzky Armand   | |
| Dr. Daniel Jackson      | Michael Shanks        | Holl Nándor      | |
| Samantha Carter ezredes | Amanda Tapping        | Spilák Klára     | |
| Simeon                  | Robert Knepper        |                  | a Lucian szövetség egyik tagja a 2. évadtól.                                                                                  |
| Varro                   | Mike Dopud            | Varga Rókus      | a Lucian szövetség egyik tagja, átállt a Végzet legénységének oldalára                                                        |
| Ginn                    | Julie McNiven         |                  | a Lucian szövetség egyik tagja, tudósnő, átállt a Végzet legénységének oldalára                                               |

## Fogadtatás
A Stargate Universe indulását közvetlenül az előző Csillagkapu sorozat, a rajongók körében nagy sikert aratott Csillagkapu: Atlantisz befejezését követően jelentették be, így sosem szabadulhatott meg teljesen attól a bélyegtől, hogy indulásának ára a Csillagkapu: Atlantisz – sokak szerint idő előtti – befejezése volt, a rajongók kritikusan viszonyultak hozzá. Az eredeti és az Atlantisz sorozat rajongótábora összességében nagyon kedvezőtlenül fogadta a Destiny legénységének kalandjait, mivel drámai stílusa, sötétebb, komolyabb és kevésbé epizodikus hangvétele, összetettebb szereplői jelentős eltérést jelentettek az előző sorozatok könnyedebb és akcióorientáltabb epizódjaitól.
A Metacritic összefoglalója szerint az első évad általában kedvező véleményekkel találkozott.
A pilot epizódot a média jól fogadta. Mike Hale a New York Timestól arról írt, hogy a Csillagkapu, mint franchise kezd felzárkózni a Star Trekhez.
A Boston Globe-tól Joanna Weiss a sorozat nyújtotta élményt a korai Lost epizódok megtekintéséhez hasonlította, miközben a Csillagközi Rombolóból ismerős elemeket vélt felfedezni benne. 
Mark Wilson az about.com-tól 4.5 pontot adott (az elérhető ötből) az epizódra, és hozzátette, a Stargate Universe megvalósította azt, amire a Csillagkapu: Atlantisz nem volt képes. Külön méltatta a kidolgozottságot.
A negatív kritikát megfogalmazók közül Maureen Ryan a Chicago Tribune-től úgy írt, hogy a sorozat sötét és érdektelen, és mellőzi mindazt, ami a Csillagkapu franchise-ra korábban jellemző volt, mint például a bajtársiasság, a kalandvágy. Hozzátette, figyelemre méltónak csak Eli Wallace és Nicholas Rush karakterét tartja.
A Variety kritikusa, Laura Freis a sorozatot kidolgozottabbnak, sötétebbnek, és pszichológiailag mélyebbnek tartotta, mint a korábbi Csillagkapu sorozatokat, de ugyanakkor kevésbé szórakoztatónak is. Bár a sorozattal kapcsolatban negatív benyomásról számolt be, Robert Carlyle színészi teljesítményét kiemelkedőnek nevezte.
A sorozat számos kritikát kapott azért is, mert sokan túl nyilvánvaló párhuzamokat véltek felfedezni benne a Csillagközi romboló című sorozattal.